# Judaizam
Judaizam je religija koja propovijeda vjeru u jednog, bestjelesnog i samo duhovnog Boga, stvoritelja svega. Bog predstavlja sveukupnost moralnih savršenstava i od ljudi zahtijeva ljubav i pravednost. Ime Boga zbog njegove svetosti nije dozvoljeno izgovarati. Judaistička religioznost temelji se na poslušnosti prema “božanskom zakonu”. Ovaj zakon sadržan je u hebrejskoj Bibliji. Biblija je sintetiziran rukopis od 24 knjige. Pisana je na hebrejskom i djelomično na aramejskom jeziku. Govori o povijesti, idejama i društvenim borbama judinog naroda. Ujedno to je i zbirka vjerskih i pravnih propisa, kao i starih mitova koje su Judeji preuzeli od drugih naroda istoka. Stari zavjet dijeli se na tri osnovne grupe: 
1. Zakon (hebrejski: Tora, sadrži tzv. Petoknjižje - Pet knjiga Mojsijevih: Knjigu postanka, Knjigu izlaska, Levitski zakonik, Knjigu brojeva i Ponovljeni zakon)
2. Proroci (sadrži: Prve proroke i Posljednje proroke), i
3. Spisi (Psalmi, Knjiga o Jovu, Priče Salomonove, Prva i Druga knjiga dnevnika, Jezdrijina i Nemijina knjiga, Knjiga o Ruti, Pjesma nad pjesmama, Knjiga propovjednika, Plač Jeremijin, Knjiga proroka Danijela). Mnogi istraživači smatraju da je Stari zavjet prethodna faza u razvoju kšćanske religije koja je izložena u Novom zavjetu.

Pored Tore za vjerski život Židova posebno je važan Talmud (hebrejski: nauk). Talmud je velika je vjerska zbirka postbiblijskih tumačenja hebrejske Biblije, obrednih pravila, pravnih propisa, priča i izreka. Sastoji se iz dva djela: Mišna (tekst učenja) i Gemara (objašnjenje učenja). Postoje dva Talmuda: Jeruzalemski Talmud (priređen oko 650. godine nove ere) i Babilonski Talmud (priređen oko 500. godine).
Za ortodoksnog Židova obavezan je i veliki broj obrednih propisa i propisa o čistoći i ishrani.
Osnivač hebrejske religije je Mojsije (hebrejski Moše, oko 1225. pr. Kr.). Praktično jedini izvor za upoznavanje Mojsijevog života, rada i učenja je Biblija, odnosno Stari zavjet. Mojsije je bio hebrejski vođa i zakonodavac koji je narod oslobodio egipatskog ropstva i na gori Sinaju dao im dvije tablice koje su postale temelj hebrejske religije. Mojsije zauzima prvo mjesto među osnivačima religija, pošto njemu u prilog ide kronološko prvenstvo: Zaratustra, Buda, Konfučije, Isus i Muhamed pojavili su se tek mnogo stoljeća poslije njega. Prema Bibliji, Mojsije je čuvajući stoku na brdu Horeb (Sinaj) vidio Boga (Jahve) koji mu je dao moć da vrši čudesna djela i povjerio mu misiju - da se vrati svojim plemenima i oslobodi ih od ropstva.

## Židovske svete knjige
Tora je, slobodno prevedeno, Zakon. Židovstvo doživljava Toru kao Božju riječ i kao samu božju pojavnost. Tora, kao osnovna knjiga cijelog židovstva, je pravilnik privatnog, društvenog, političkog i vjerskog života Židova. Ona je i više od toga. Zapravo to je savršen nacrt svijeta, jer svijet koji je stvoren prema načelima Tore, trebao bi biti i uređen prema istim načelima. Sastoji se od petoknjižja: Knjiga nastanka, Knjiga brojeva, Levitski zakoni, Knjiga izlaska i Ponovljeni zakoni.
Talmud je zbornik cjelokupne usmene predaje koja regulira religiozno-pravne odnose židovskog naroda. Postoje dvije verzije; babilonski Talmud koji je nastao negdje oko 500. godine i jeruzalemski koji je nastao stotinjak godina ranije. Oba se sastoje od dva dijela. Mišne i Gemare. Mišna je najraniji sačuvan rabinski tekst o vjerskom zakonu, a Gemara su rabinski komentari Mišne.
Zohar je najpoznatija kabalistička knjiga. (Riječ kabala hebrejskog je porijekla i ona znači primati).
Kabala je tajna nauka drevnih Hebreja. Njezini tekstovi razvijaju poseban način mišljenja, poseban način gledanja, poseban način doživljavanja. Gotovo kao da se uči novi jezik, novu metodu razmišljanja.

## Sinagoga
Sinagoga (grčki: skupština, okupljanje) je zgrada u kojoj se obavljaju vjerske aktivnosti u židovstvu.
Rabin (hebrejski: moj učitelj) je židovski svećenik, poglavar vjerske općine. Status rabina stječe se dugogodišnjim izučavanjem Biblije i Talmuda.

## Židovski blagdani
- sabat - sveti dan mirovanja - najvažniji blagdan,
- Roš ha-sana - Nova godina - obljetnica stvaranja svijeta,
- Jom Kipur - dan pomirbe i pokajanja,
- Sukot - blagdan sjenica,
- Š'mini Aceret i Simhat Tora - obnavljanje kruga čitanja Tore,
- Hanuka - blagdan svjetlosti,
- Tu bi-š-vat - nova godina drveća,
- Purim - blagdan izbavljenja,
- Pesah ili Pasjha - blagdan izlaska - izbavljenja iz egipatskog ropstva,
- Jom ha-Šoa - dan sjećanja na žrtve Holokausta,
- Jom ha-Acmaut - dan države Izrael,
- Jom Jerušalajim - dan grada Jeruzalema,
- Šavuot - blagdan primanja Tore.

## Izrael i odnos Židova prema vjeri
Zemlja koju je Bog obećao Abrahamu (Kanaan) i dao je u vječni posijed, kasnije je poznata pod imenom Izrael (Erec Israel). Ona je za sve Židove od posebnog značenja i u razdobljima najvećeg raseljavanja i progona njihove misli neprekidno se vraćaju k njoj i svetom gradu Jeruzalemu (Jerušalajim). Tako su nakon dugih godina progonstva Židovi shvatili da će kao vjerska manjina prestati trpjeti samo ako budu ponovo mogli živjeti u svojoj vlastitoj zemlji. 
Iz tih shvaćanja i želja rodio se cionizam čijom je zaslugom i uspostavljena država Izrael. Godine 1942. cionistički pokret usvaja tzv. Baltimorski program, koji poziva na uspostavu židovske države u Britanskom mandatu Palestini. Država Izrael uspostavljena je 14. svibnja 1948. odlukom Generalne skupštine (UN)
Judaizam je tzv. etnička vjera -- vjera tijesno vezana za narod, tako da čim osoba prihvati judaizam, ona se smatra dijelom Židovskog naroda.  Slično je i u Indiji, slično kod Kineza i Japanaca, a prije pojavljivanja kršćanstva, islama i drugih transetničkih vjera, ovo je bilo opće pravilo, važeće na primjer i za stare Rimljane ili stare Grke.  Povezivanje vjere s narodom stvara situaciju da netko se može roditi kao Židov i biti Židov po krvi, ali ne i po vjeri.  Tako se u Izraelu nazire visoka stupanj sekularnosti i tolerancije u društvu. 
Suvremeni judaizam dijeli se na tri osnovna smjera: ortodoksni, konzervativni i reformski. Odnos Židova prema vjeri regulira halaha, koja je skup vjerskih propisa i pravila koje čine vjerski zakonik. Kašrut (כשרות) je čuvanje posvećenosti, odnosi se na poštovanje čistoće hrane, ne samo u higijenskom smislu nego i prema propisima o dozvoljenoj i zabranjenoj hrani. B'rahot (blagoslovi) su važan dio svakodnevnih obreda. Oni su suština judaizma u njegovoj svakodnevnoj primjeni. Slave Stvaratelja svih dobara i time su osnovni motiv judaizma. Ima više vrsta blagoslov,a ali svi počinju blagoslovom Božjeg postojanja i djelovanja: BARUH, ATA ADONAI ELOHEINU MELEH HA'OLAM... (Blagoslovljen si Ti, Gospodine Bože naš, kralju Svemira...)

## Rasprostranjenost
Danas na svijetu ima između 15 i 16 milijuna pripadnika ove religije. Veliki dio ih živi u SAD-u, oko pet milijuna ih živi u Izraelu, a ostatak u svim zemljama svijeta (poglavito Francuskoj i Rusiji). Njihovi običaji, njihov način života čak i izgovor hebrejskog jezika mogu se razlikovati, ali Židovi su jedan narod ujedinjen zajedničkim precima; patrijarsima Abrahamom, Izakom (Yitzhak) i Jakovom (Jaakov).
Prema podatcima iz 1991. godine u svijetu ima 17.865.000 pripadnika hebrejske religije. Država Židova je Izrael.